# Micropsectra quadriloba
Micropsectra quadriloba är en tvåvingeart som beskrevs av Jean-Jacques Kieffer 1922. Micropsectra quadriloba ingår i släktet Micropsectra och familjen fjädermyggor.
Artens utbredningsområde är Tjeckien. Inga underarter finns listade i Catalogue of Life.